# Jan Loffeld
Jan Loffeld (* 1975) ist römisch-katholischer Priester und Professor für Pastoraltheologie an der Fakultät für katholische Theologie der Universität Tilburg im Nebenstandort Utrecht.

## Leben
Jan Loffeld wuchs am Niederrhein auf und studierte katholische Theologie an der  Universität Münster und an der Universität Gregoriana in Rom.
Im Jahr 2003 wurde Jan Loffeld von Bischof Reinhard Lettmann zum Priester geweiht und in das Bistum Münster inkardiniert. Er war Kaplan in Oelde. Im Jahr 2010 promovierte er sich an der Universität Erfurt zum Doktor der Theologie. Anschließend war er für zwei Jahre Studentenpfarrer in Münster.

## Wissenschaftliche Laufbahn
In den Jahren 2017 bis 2019 war Jan Loffeld Professor für Pastoraltheologie an der Katholischen Hochschule Mainz.
Seine Habilitation, ebenfalls an der Universität Erfurt, schloss Loffeld 2018 ab. Seit 2019 ist er Professor für Praktische Theologie und Leiter des „Department for Practical Theology und Relgios Studies“ an der Universität Tilburg am Standort Utrecht, Niederlande.
Loffeld ist Berater der Pastoralkommission der Deutschen Bischofskonferenz und Mitglied im Wissenschaftlichen Beirat der Kirchenmitgliedschaftsuntersuchung.

## Auszeichnungen
2019: Erich-Kleineidam-Preis der Universität Erfurt

## Werke (Auswahl)
- Das andere Volk Gottes. Eine Pluaritätsherausforderung für die Pastoral (Dissertation) Würzburg 2011. ISBN 978-3-429-03367-5

- Der nicht notwendige Gott. Die Erlösungsdimension als Krise und Kairos des Christentums inmitten seines säkularen Relevanzverlustes (Habilitation). Würzburg 2020. ISBN 978-3-429-05094-8

- Wenn nichts fehlt, wo Gott fehlt. Das Christentum vor der religiösen Indifferenz. Freiburg i. B. 2024. ISBN 978-3-451-39569-7